# Kivijärvi (Nedertorneå socken, Norrbotten, 732823-187185)
Kivijärvi är en sjö i Haparanda kommun i Norrbotten och ingår i Torneälven-Keräsjokis kustområde. Sjön har en area på 0,0406 kvadratkilometer och ligger 34 meter över havet.

## Delavrinningsområde
Kivijärvi ingår i det delavrinningsområde (732774-187357) som SMHI kallar för Rinner mot Haparandafjärden sek namn. Medelhöjden är 18 meter över havet och ytan är 15,91 kvadratkilometer. Det finns inga avrinningsområden uppströms utan avrinningsområdet är högsta punkten. Avrinningsområdets utflöde mynnar i havet, utan att ha någon enskild mynningsplats. Avrinningsområdet består mestadels av skog (80 procent). Avrinningsområdet har 0,04 kvadratkilometer vattenytor vilket ger det en sjöprocent på 0,3 procent.